# 건의 (서진)
건의(建義)는 중국 서진(西秦) 선열왕(宣烈王)의 연호이다. 385년 9월에서 388년 6월까지 2년 10개월 동안 사용하였다. 385년 9월, 전진(前秦)으로부터 자립한 걸복국인(乞伏國仁)은 대도독-대장군-대선우-령진하이주목(大都督大將軍大單于領秦河二州牧)을 자칭하면서 개원하였다.
같은 시기에 사용된 다른 연호로는 동진(東晉)에서 사용한 태원(太元 : 376년 ~ 396년), 전진(前秦)에서 사용한 태안(太安 : 385년 ~ 386년), 태초(太初 : 386년 ~ 394년), 후연(後燕)에서 사용한 연원(燕元 : 384년 ~ 386년), 건흥(建興 : 386년 ~ 396년), 후진(後秦)에서 사용한 백작(白雀 : 384년 ~ 386년), 건초(建初 : 386년 ~ 394년), 후량(後凉)에서 사용한 태안(太安 : 386년 ~ 389년), 서연(西燕)에서 사용한 경시(更始 : 385년 ~ 386년), 창평(昌平 : 386년), 건명(建明 : 386년), 건평(建平 : 386년), 건무(建武 : 386년), 중흥(中興 : 386년 ~ 394년), 적위(翟魏)에서 사용한 건광(建光 : 388년 ~ 391년), 북위(北魏)에서 사용한 등국(登國 : 386년 ~ 396년)이 있다.

## 연대대조표
| 건의                | 원년            | 2년                                                                                 | 3년        | 4년             |
| 서력                | 385년           | 386년                                                                               | 387년      | 388년           |
| 육십간지 (六十干支) | 을유(乙酉)      | 병술(丙戌)                                                                          | 정해(丁亥) | 무자(戊子)      |
| 동진 (東晉)         | 태원(太元) 10년 | 11년                                                                                | 12년       | 13년            |
| 전진 (前秦)         | 태안(太安) 원년 | 2년 태초(太初) 원년                                                                 | 2년        | 3년             |
| 후연 (後秦)         | 연원(燕元) 2년  | 3년 건흥(建興) 원년                                                                 | 2년        | 3년             |
| 후진 (後秦)         | 백작(白雀) 2년  | 3년 건초(建初) 원년                                                                 | 2년        | 3년             |
| 후량 (後凉)         | -               | 태안(太安) 원년                                                                     | 2년        | 3년             |
| 서연 (西燕)         | 경시(更始) 원년 | 2년 창평(昌平) 원년 건명(建明) 원년 건평(建平) 원년 건무(建武) 원년 중흥(中興) 원년 | 2년        | 3년             |
| 적위 (翟魏)         | -               | -                                                                                   | -          | 건광(建光) 원년 |
| 북위 (北魏)         | -               | 등국(登國) 원년                                                                     | 2년        | 3년             |

## 같이 보기
- 다른 왕조의 같은 연호
  - 북위(北魏) 건의(528년)

- 중국의 연호

| 이전 연호 - | 중국의 연호 서진(西秦) | 다음 연호 태초(太初) |